# Fauvel AV-22
Dimensions
Dimensions
Dimensions
Le Fauvel AV.22 est un planeur non conventionnel produit en France entre les années 1950 et 70. Prévu pour une production en série, il est aussi commercialisé auprès des constructeurs amateurs. Comme les autres aéronefs de Charles Fauvel, c'est une aile volante mais l'AV-22 possède quand même un mini fuselage. Les ailes de l'AV-22 sont en flèche inversée.

## Étude et développement
Initialement, l'AV-22 est un planeur pur mais des versions ultérieures sont transformées en motoplaneur par l'ajout d'un moteur dans le nez.
Le prototype F-WCDD fait son premier vol le 5 avril 1956.
L'AV-22 a participé au concours de 1959 pour le choix d'un biplace standard pour les aéroclubs français, mais a perdu contre le Breguet 906 Choucas (Breguet en faillite, c'est finalement le Wassmer WA-30 Bijave qui sera commandé).
La première version motorisée est l' AV-221, qui vole le 8 avril 1965. En plus de la motorisation, le fuselage est également remanié en biplace côte à côte. Une version simplifiée de cet avion est commercialisée pour les constructeurs amateurs sous le nom d' AV-222, avec des options comprenant un choix de profils aérodynamiques et un train d'atterrissage à une ou deux roues.

## En vol
L'AV-22 a été évalué au centre d'essais en vol de Brétigny-sur-Orge. Si la construction est jugée bonne les commandes manquent d'homogénéité. Les ailerons peu efficaces génèrent un important lacet inverse mal compensé par une gouverne de direction trop proche du centre de gravité pour être efficace. Si la profondeur est jugée agréable et efficace son débattement est jugé trop faible. La sortie des aérofreins provoque des réactions sur l'axe de tangage et un couplage automatique entre les aérofreins et le compensateur de profondeur sera ajouté au prototype 02.

## Variantes
AV.22
Version initiale du planeur; premier vol le 8 avril 1956. Deux prototypes et quatre planeurs de série sont construits
AV.22S
Version de série du planeur AV-22.
AV.221
Planeur à moteur biplace, propulsé par un Moteur Rectimo 4 AR 1200 de 38.5 cv.
AV.221B
Variante proposée propulsée par un Moteur Survol - de Coucy "Pygmée" . de 40 cv
AV.222
AV.221 simplifié pour la construction amateur, premier vol en mai 1992.

## Article liés
- Fauvel AV-36
- Fauvel AV-45
- Liste de planeurs